# Black church

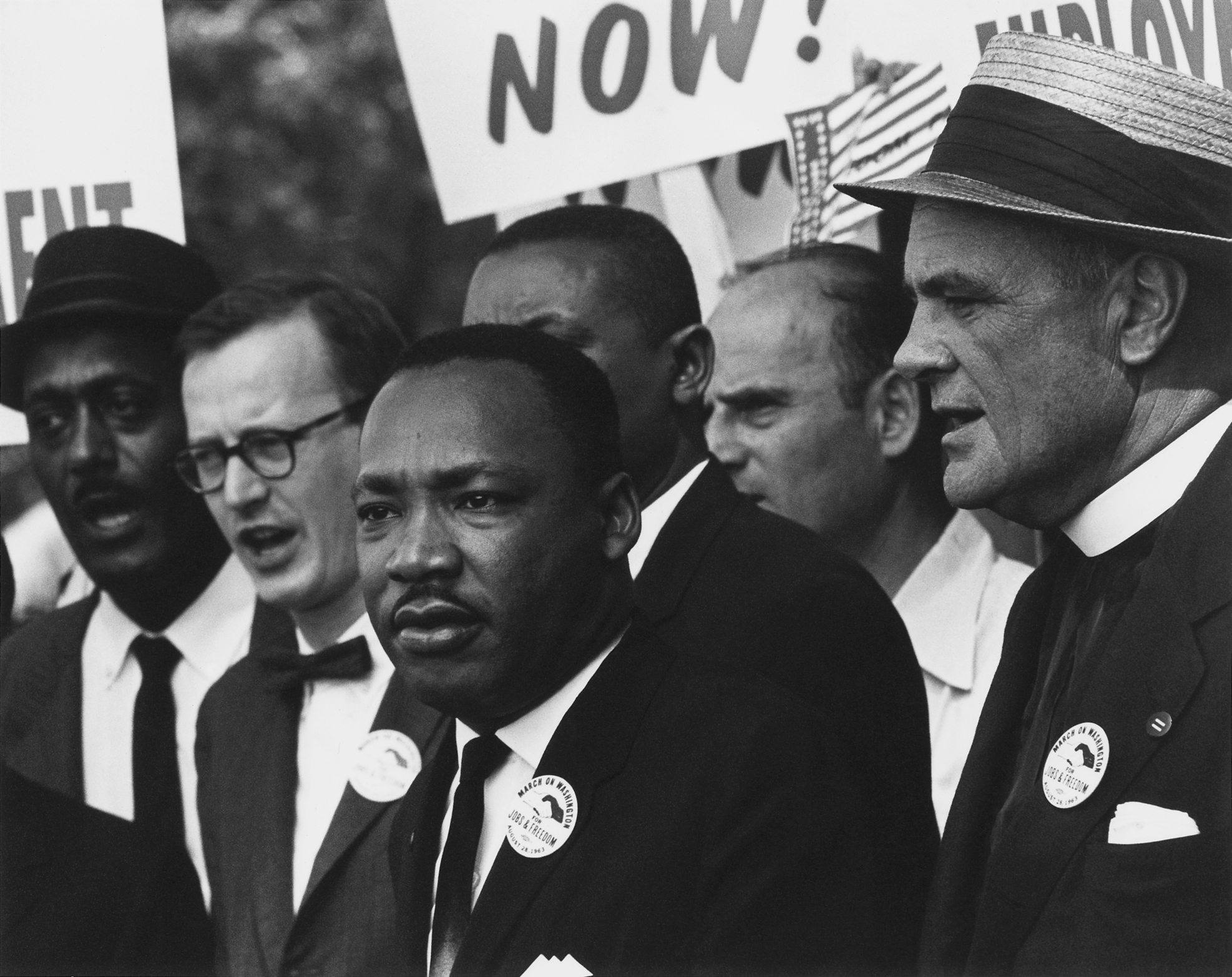
Reverendo Martin Luther King Jr., em discurso durante a Marcha pelos Direitos Civis em Washington (EUA)

A denominada black church, do inglês igreja negra, às vezes chamada de cristianismo negro ou cristianismo afro-americano, consiste na fé (crenças) e o corpo de congregações (igrejas) e denominações cristãs nos Estados Unidos nas quais participaram, de forma predominantemente, os afro-americanos, bem como suas tradições e referências comuns, de natureza coletiva. O termo "igreja negra" também pode se referir a congregações individuais.
Embora a maioria das congregações negras pertença a denominações protestantes predominantemente afro-americanas, como a Igreja Episcopal Metodista Africana (African Methodist Episcopal Church ou AME) ou a Igreja de Deus em Cristo (Church of God in Christ ou COGIC), muitas outras pertencem a denominações protestantes predominantemente brancas, como a Igreja Unida de Cristo (United Church of Christ), a qual se desenvolveu a partir da Igreja Congregacional da Nova Inglaterra (Congregational Church of New England), ou em denominações integradas, como a Church of God (Igreja de Deus). Há também muitas igrejas católicas negras.
A maioria das primeiras congregações e igrejas negras formadas antes de 1800 foram fundadas por negros libertos — por exemplo, na Filadélfia, Pensilvânia; Igreja Batista de Springfield (Augusta, Geórgia); Pittsburg, na Virgínia; e Savannah, Geórgia. A igreja batista negra mais antiga de Kentucky e a terceira igreja batista negra mais antiga dos Estados Unidos, a Primeira Igreja Batista Africana, foi fundada por volta de 1790 pelo escravo Peter Durrett. A mais antiga igreja católica negra, a St. Augustine em Nova Orleans, foi fundada por negros livres em 1841. No entanto, ordens religiosas negras, como as Irmãs Oblatas da Providência em Baltimore, existem desde a década de 1820.
Após a abolição da escravidão nos Estados Unidos, as atitudes segregacionistas em relação a negros e brancos adorando juntos num mesmo culto  não eram tão predominantes no Norte quanto no Sul. Muitos ministros protestantes brancos se mudaram para o Sul após a Guerra Civil Americana para estabelecer igrejas onde negros e brancos pudessem participar das celebrações religiosas juntos.
Em denominações Wesleyanas de Santidade (Movimento da Santidade), como a Igreja de Deus (Church of God), a crença de que "o culto inter-racial era um sinal da verdadeira Igreja" foi ensinada, com brancos e negros ministrando regularmente nas congregações da Church of God (Igreja de Deus), que convidavam pessoas de todas as raças para adorar ali. Em algumas partes do país, como Nova Orleans, católicos negros e brancos haviam participado de cultos juntos por quase 150 anos antes da Guerra Civil Americana — embora sem total igualdade e principalmente sob o domínio francês e espanhol.
Ataques da Ku Klux Klan ou de outros brancos que se opunham a tais esforços frustraram essas tentativas e até impediram negros ou afro-americanos de adorar nos mesmos edifícios que os brancos. Em comunidades onde negros e brancos adoravam juntos no Sul logo após a Guerra Civil Americana, a perseguição aos afro-americanos era menos severa. No entanto, os negros libertos na maioria das vezes estabeleceram congregações e instalações da igreja separadas de seus vizinhos brancos, que muitas vezes eram seus antigos proprietários. Na Igreja Católica Romana, a crescente onda de segregação acabou resultando em paróquias segregadas em todo o sul, mesmo em lugares onde a segregação não era a norma.
Essas novas igrejas negras criaram comunidades e práticas de adoração que eram culturalmente distintas de outras igrejas, incluindo formas de adoração cristã derivadas de tradições espirituais africanas, como chamado e resposta. Essas igrejas também se tornaram os centros das comunidades, servindo como escolas, assumindo funções de bem-estar social, como prover para os indigentes e estabelecendo orfanatos e ministérios prisionais. Como resultado, as igrejas negras foram particularmente importantes durante o movimento dos Direitos Civis.